# Apeadeiro de Santana-Ferreira
O Apeadeiro de Santana-Ferreira, originalmente conhecido como Montemór ou Montemor, é uma interface encerrada no Ramal da Figueira da Foz, que servia as localidades de Santana e Ferreira-a-Nova, no concelho de Figueira da Foz, em Portugal.

## História

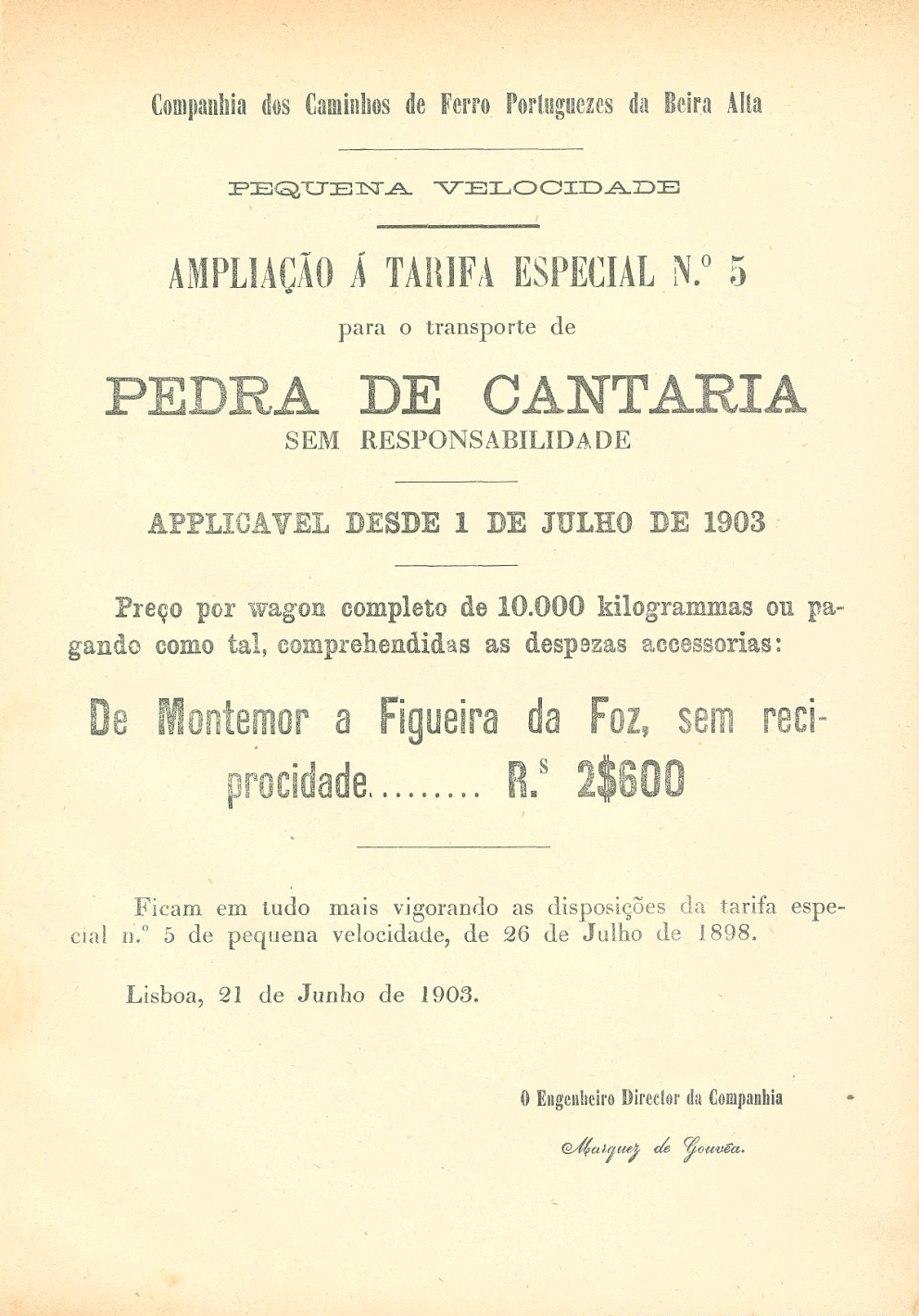
Anúncio de 1903 da Companhia da Beira Alta, relativo ao transporte de pedra entre Montemor (futura Santana - Ferreira) e a Figueira da Foz.

### Abertura ao serviço
O Ramal da Figueira da Foz foi inaugurado pela Companhia dos Caminhos de Ferro Portugueses da Beira Alta em 3 de agosto de 1882, sendo então considerado como parte da Linha da Beira Alta.

### Encerramento do Ramal da Figueira da Foz
O Ramal da Figueira da Foz foi encerrado à circulação ferroviária em 5 de janeiro de 2009, por motivos de segurança. A operadora Comboios de Portugal organizou um serviço rodoviário de substituição, que foi terminado em 1 de janeiro de 2012.